# Chone normani
Chone normani är en ringmaskart som beskrevs av McIntosh 1916. Chone normani ingår i släktet Chone och familjen Sabellidae. Inga underarter finns listade i Catalogue of Life.